# بيل فورد
بيل فورد (بالإنجليزية: Bill Ford)‏ هو لاعب كرة قاعدة أمريكي، ولد في 14 أكتوبر 1915 في Buena Vista, Pennsylvania ‏ في الولايات المتحدة، وتوفي في 6 أبريل 1994 في Jefferson Hills, Pennsylvania ‏ في الولايات المتحدة.

## وصلات خارجية
- بيل فورد على موقع دوري كرة القاعدة الرئيسي (الإنجليزية)
- بيل فورد على موقعبيزبول رفرنس.كوم (الدوري الرئيسي) (الإنجليزية)
- بيل فورد على موقعبيزبول رفرنس.كوم (الدوري الثانوي) (الإنجليزية)